# Michael Madison
Michael Madison (15 oktober 1977) is een Amerikaanse seriemoordenaar uit East Cleveland (Ohio). Hij pleegde minstens drie moorden.

## Jeugd
Madison werd geboren op 15 oktober 1977 als zoon van Diane Madison en John Baldwin als resultaat van een ongeplande zwangerschap. Baldwin beweerde dat hij niet zijn vader was en maakte geen deel uit van zijn leven.

## Ontdekking en arrestatie
Op 19 juli 2013 beantwoordde de politie een oproep over een stinkende geur. De speurders vonden het ontbindende lijk van een zwarte vrouw in een garage die Madison huurde. De volgende dag werden ook de lijken van twee andere vrouwen ontdekt, een in een tuin en de andere in een verlaten huis. De lijken, alle drie zwarte vrouwen, werden teruggevonden op 91 meter en 180 meter van het huis, verpakt in plastic zakken.
Na het verkrijgen van een huiszoekingsbevel ging de politie Madisons appartement binnen en vond het "meer bewijsstukken van ontbinding". Na een korte impasse met de politie bij zijn moeders huis, werd Madison gearresteerd zonder incidenten.

### Eerste verschijning
Op 22 juli 2013 werd Madison in staat van beschuldiging gesteld voor drie moorden met voorbedachten rade. Zijn borg stond op zes miljoen dollar en hij zag af van zijn recht op een eerste verhoor.

## Rechtszaak en veroordeling
Op 31 oktober 2013 gaf de advocaat van Madison, David Grant, niet schuldig pleidooi in. De openbare aanklager kondigde aan dat ze gingen voor de doodstraf, iets wat de advocaat van Madison probeerde te vermijden, maar te verwachten was.
De zaak werd vergeleken met die van de wijlen Ariel Castro uit Cleveland, die drie vrouwen uit de regio (Amanda Berry, Gina Dejesus en Michelle Knight) ontvoerde en 10 jaar gegijzeld hield en die van Anthony Sowell, die veroordeeld was voor de moord op 11 vrouwen, het misbruiken van een lijk, een veroordeling voor verkrachting en het bezit van een wapen voor een ex-gedetineerde. Hij was oorspronkelijk geregistreerd als een seksueel delinkwent in 2002, nadat hij vier jaar in de gevangenis zat voor een poging tot verkrachting en verschillende keer was opgepakt voor drugs.
Madisons rechtszaak begon op 4 april 2016. Op 5 mei 2016 werd hij schuldig bevonden voor de moord op Shirellda Terry, Shetisha Sheeley en Angela Deskins. De jury delibireerde minder dan een dag vooraleer ze hem schuldig bevonden op alle 13 aanklachten. Madison zei dat hij de uitspraak ging aanvechten bij het Ohio Supreme Court. Op 20 mei 2016 raadde de jury aan dat Madison de doodstraf verdiende. Op 2 juni 2016, veroordeelde rechter Nancy R. McDonnell Madison tot de dood. Tijdens de uitspraak probeerde de vader van slachtoffer Shirella Madison aan te vallen uit woede van zijn dochters dood.